# Javier González Fraga
Javier González Fraga (Buenos Aires, 12 de mayo de 1948) es un economista y político argentino de origen radical. Fue presidente del Banco Central de la República Argentina en dos oportunidades por primera vez en 1989 y luego entre 1990 y 1991 durante la presidencia de Carlos Saúl Menem, cargo al que renunció por diferencias con la política económica del gobierno. Entre 2017 y 2019 fue presidente del Banco de la Nación Argentina.

## Biografía

### Comienzos
González Fraga se graduó en la Universidad Católica Argentina. En 1974 fundada Macroeconomía SA. desde su firma  asesoró al magnate saudí Gaith Pharaon, sospechado e investigado judicialmente por tráfico de armas y lavado de dinero del nacrotráfico. GF Macroeconomía preparó un análisis de factibilidad sobre el Hotel Hyatt para Pharaon entre marzo y noviembre de 1988. La jueza federal María Servini, investigó a Fraga por lavado de dinero, junto al magnate saudí Gaith Pharaon, en una causa paralela el fiscal estadounidense del distrito de Columbia dijo que el BCCI, propiedad de Pharaon reciclaba dinero de vendedores e importadores de drogas. En la causa argentina fue investigado González Fraga, cuya consultora GF Macroeconomía asesoró a Pharaon. Según el documento, González Fraga primeramente autorizó que el Banco de Crédito y Comercio Internacional (BCCI) instalara una filial en la Argentina y después que construyera el hotel Hyatt con capitalización de deuda externa. A dicho banco se le asoció a diversas actividades delictivas, en particular al blanqueo de dinero procedente de los carteles colombianos de la droga y del General Manuel Antonio Noriega en Panamá. Durante su presidencia en el Banco Central en 1989 estalló una hiperinflación del 3.079 % anual. Ese año el dólar estadounidense subió el 2.038 %.

### Primera presidencia del BCRA
Durante su gestión se desató la hiperinflación argentina de 1990, que tuvo implicancias económicas ya que afectó a todo el sistema productivo y la sociedad;[cita requerida] además del alto endeudamiento externo e interno, estancamiento, escasa inversión en bienes de capital e infraestructura y un grave desequilibrio fiscal; se sumó la pérdida del valor de la moneda Austral, llevada a cabo por el Banco Central en 1989, cuando estalló una hiperinflación del 3.079 % anual. Ese año el dólar estadounidense subió el 2.038 %. En ese momento el país se encontraba sumergido en un proceso hiperinflacionario con un pico del 196,6% en julio.
El BCRA continuó con la política alfonsinista de encajes bancarios altos, por el cual los bancos solo podían prestar a sus clientes el 15/20% de los australes depositados, mientras que el resto era tomado por el estado a través de un "préstamo compulsivo". Esto se combinaba con las medidas del plan económico conocido como "BB" que se basaba en acuerdos de precios, privatización de empresas públicas y desregulación económica. Mientras tanto, la moneda continuaba su sendero de depreciación, pasando de 400/500 australes por dólar en el momento de la asunción de Menem a 1950 australes en diciembre. Durante su gestión freno investigación de la deuda privada contraída en el exterior a fines de la última dictadura cívico-militar, que llevaban adelante los auditores del Banco Central era causada por considerarse esa deuda como «créditos fraudulentos y de dudosa legalidad», declarados por empresas privadas, valuadas en al menos 63000 millones de dólares. Entre las denunciadas figuraban empresas extranjeras y nacionales; entre estas últimas, Pérez Companc, Bridas, Sideco Americana S.A y SOCMA, Molinos Río de la Plata, Clarín, Ledesma, la Veloz del Norte, entre otras.
El 24 de noviembre de 1989 González Fraga dejó el cargo. La devaluación del austral sumada a otros factores como la limitación de retiro de ahorros y los desequilibrios fiscales aumentaron las presiones sobre los precios. A comienzos de 1990 el país entró nuevamente hiperinflación, con índices de 79,2 en enero, 61,6 % en febrero y 95,5% en marzo.

### Segunda presidencia del BCRA
Tras ser removido, fue convocado como asesor del ministro de Economía Antonio Erman González. En el BCRA fue reemplazado por Enrique Folcini, quien estuvo en el cargo apenas dos meses antes dejarle su lugar a Erman González, quien desempeñó simultáneamente el rol de ministro de Economía y presidente del BCRA. El economista Jorge Born sindicó a González Fraga como responsable de la segunda hiperinflación, que ocurrió entre enero y marzo de 1990, en su rol de presidente del BCRA y asesor del ministro de economía.
Fue nombrado nuevamente al frente del Banco Central en junio de 1990. 
Tras unos meses de nueva gestión, sus medidas volvieron a desatar un nuevo proceso hiperinflacionario. Meses después fue señalado como responsable de la segunda hiperinflación.
Durante su presidencia, disolvió el Centro de Estudios Penales del BCRA,  creado por el penalista David Baigún, entre cuyas finalidades estaba la realización de investigaciones sobre los delitos financieros y tareas de prevención delictiva. También se modificó la normativa que se aplicaba para el control del lavado de dinero.
González Fraga se oponía a la convertibilidad entre el dólar estadounidense y el peso e impulsó el tipo de cambio libre y flotante. En enero de 1991, tras su renuncia, se estableció la convertibilidad del peso con el dólar.

### Regreso a la actividad privada
Fue director general del Instituto Argentino de Mercado de Capitales entre 1992 y 1999 y Vicepresidente de la Bolsa de Comercio de Buenos Aires entre 1994 y 1999.
Desde 1994 se desempeña como Profesor Ordinario de la Universidad Católica Argentina (UCA). Fue uno de los principales asesores del ex Banco Integrado Departamental  con sede en Venado Tuerto. En 1995, era el tercer banco privado del país.
En la Semana Santa de 1996 la entidad fue suspendida y luego liquidada. Mil millones de dólares se evaporaron. Tras la quiebra surgieron investigaciones por la maniobra de lavado de dinero 55 mil ahorristas fueron damnificados y 2.300 trabajadores perjudicados. Fue socio fundador de la empresa láctea La Salamandra S.A. y su presidente hasta el 2002. Es columnista de La Nación y del diario Perfil.
En 2001 fue denunciado por la Comisión de Lavado de Dinero, que presidía Elisa Carrió, por su asesoramiento a Pharaon antes de asumir como presidente del BCRA. Según el documento final de comisión Fraga autorizó que el BCCI instalara una filial en la Argentina y construyera el hotel Hyatt con capitalización de deuda externa.

### Candidatura a vicepresidente (2011)
Durante las elecciones de 2007 fue presentado como candidato al Ministerio de Economía en caso de que resultara electa la fórmula Roberto Lavagna-Gerardo Morales, impulsada por la Unión Cívica Radical. Finalmente esto no sucedió tras quedar en el tercer puesto por detrás de Cristina Fernández de Kirchner (Frente para la Victoria) y Elisa Carrió (Coalición Cívica).
En 2011, fue candidato a vicepresidente de la Nación junto a Ricardo Alfonsín, en las elecciones presidenciales de 2011 en Argentina, por la alianza Unión para el Desarrollo Social. En octubre de 2016 fue designado como director de Papel Prensa S. A. en representación del Estado nacional.

### Presidente del Banco Nación (2017-2019)
En enero de 2017, el presidente Mauricio Macri lo designó al frente del Banco de la Nación Argentina. Fue secundado por Juan José Gómez Centurión, y a partir de marzo de 2019, por Lucas Llach quien había ocupado previamente la vicepresidencia del Banco Central.
En agosto de 2018 se denunciaron irregularidades en licitaciones y casos de clientelismo en la subsidiaria Nación Servicios, que gestiona la tarjeta de transporte Sube. La empresa llamó a licitación para elegir a una agencia creativa pero impugnaron al ganador, otorgándole el proyecto a quien salió segundo. En la gerencia de legales, María Isabel Romero quien contaba con amplia experiencia en el cargo fue reemplazada por Sebastián Espino quien mostraba una casi nula experiencia en el sector público. Ocuparía dicho puesto hasta diciembre de 2019.
A fines de 2018 Fraga deslizó la posibilidad de que por falta de liquidez, el Banco Nación pida préstamos en el exterior producto de los altos encajes que sufren las entidades -del 44%- y de la volatilidad de los depósitos de fondos públicos. En noviembre de 2018 tuvo lugar la renuncia a la directora del banco, Alicia Inés Caballero, debido a su disconformidad con la conducción de la entidad, junto con acusaciones de que el Banco Nación "va a descapitalizarse"  ya que el artículo 118 del Presupuesto nacional dispone una transferencia de $15.000 millones del Banco Nación al Tesoro Nacional. Los trabajadores de la entidad  acusaron a González Fraga del "descalabro económico al que condujo al banco por no tener fondos para hacer frente a la recomposición salarial". El banco sufrió un proceso de decapitalización  debido a la transferencia de $15.000 millones del Banco Nación al Tesoro Nacional. Los trabajadores de la entidad  acusaron a González Fraga del "descalabro económico al que condujo al banco por no tener fondos para hacer frente a la recomposición salarial". En 2019 Javier González Fraga fue denunciado por administración fraudulentas por la operación donde el Banco Nación habría perdido USD 42 millones por un préstamo que le otorgó al ministro Dujovne. Este monto representa el 20% de la responsabilidad patrimonial computable del banco, un porcentaje que supera los límites de concentración fijados en los estándares de Basilea y pone en riesgo las finanzas de la entidad.
En febrero de 2019, el BNA conducido por González Fraga le otorgó al gobierno nacional un préstamo con una tasa de interés que se encontraba 450 puntos básicos por debajo de la que ofrecían otros bancos públicos, lo que significó una pérdida de USD 42 millones para el banco. Por esta maniobra fue denunciado penalmente por el exsecretario de Comercio, Guillermo Moreno.
En julio de 2019, González Fraga anunció en la Expo Rural nuevas líneas de crétido para el sector agropecuario.
En septiembre de 2019, el gobierno nacional emitió el decreto 668/2019 por el que obligó a todo el sector público a invertir en Letes para asegurar el financiamiento fiscal a corto plazo. En octubre, la legisladora Fernanda Vallejos del Frente de Todos, pidió que la comisión de Finanzas de la Cámara Baja interpele a González Fraga sobre las operaciones de financiamiento del estado nacional que llevaba a cabo el banco, en especial en referencia al decreto 668/2019.
En diciembre de 2019, antes de dejar el cargo, pasó a planta permanente a dos asesores.
En enero de 2020 se denunció que durante la gestión de Fraga, el Banco Nación le otorgó préstamos a la aceitera Vicentin por más de $18.000 millones. Este monto representa el 20% de la responsabilidad patrimonial computable del banco, un porcentaje que supera los límites de concentración fijados en los estándares de Basilea y pone en riesgo las finanzas de la entidad. En diciembre de 2019 Vicentín dispuso la reestructuración de su deuda, de la cual contrajo un 80% con el Banco Nación.
En mayo de 2020, fue imputado en una causa penal por esa causa de la aceitera Vicentin, y la UIF solicitó la inhibición de sus bienes junto a la de los demás imputados en la misma incluyendo al expresidente de la Nación, Mauricio Macri.
Según la Unidad de información Financiera “tanto estas maniobras fraudulentas como sus instigadores, autores, partícipes y encubridores surgen claramente dado que las gerencias operativas habrían sido instruidas personalmente por González Fraga para beneficiar a la firma, y éste, a su vez, habría sido instruido al respecto por el entonces Presidente de la Nación".

## Controversias
En mayo de 2016 se vio envuelto en una polémica como consecuencia de un reportaje radial en el que afirmó que «Le hicieron creer a un empleado medio que su sueldo medio servía para comprar celulares, plasmas, autos, motos e irse al exterior. Eso fue una ilusión, eso no era normal (...)». Más adelante, aclaró sus dichos admitiendo que la expresión "no fue feliz". Dos meses  después estuvo de vuelta en el ojo público con otra declaración "A mí me gustaría saber que tan pobres son los pobres", había declarado en julio en Radio Continental, minimizando los incrementos en el índice de pobreza registrados en el gobierno de Mauricio Macri con cinco millones de nuevos pobres. En 2017 tras aumentos de tarifas  desde 2016 que alcanzaban el 3000 por ciento en algunos casos
 relativizó el aumento en el nivel de pobreza y dijo que las subas en las tarifas no afectan tanto a las clases más bajas “porque consumen menos o están colgados.
Yo tomo con pinzas la información sobre la pobreza. No desconozco que se ha agravado, pero ese cálculo de que hay un millón más de pobres es un cálculo teórico.
En la misma entrevista se refirió a las cuentas bancarias en el exterior de Mauricio Macri (principalmente por ser estas en paraísos fiscales) y justificó tal acto diciendo que «tener dinero afuera es casi una necesidad para sobrevivir».
En 2018 se descubrió que cobraba doble sueldo. Tras ello trabajadores de Banco Nación pidieron públicamente que el expresidente de la entidad, Javier González Fraga, devuelva los casi 500 mil dólares que habría cobrado por desempeñarse como miembro del Directorio del Banco Latinoamericano de Exportaciones durante su presidencia en el Banco Nación por la incompatibilidad de cobrar dos salarios en la función pública.

## Distinciones
Recibió el premio de Oro, en el Fancy Food Show de Nueva York en julio de 2000, Diploma al Mérito Konex en 1998,

## Publicaciones
Javier González Fraga es coautor o participó en las siguientes publicaciones:
- Sin atajos. Temas Grupo Editorial. 2005. ISBN 978-950-9445-12-3. En coautoría con Martín Lousteau.
- Producir más, distribuir mejor. Corregidor. 2009. ISBN 978-950-05-1844-4. Obra colectiva. Selección de conferencias dictadas en el marco de los cursos de formación.